# Caxias FC
Caxias FC was een voetbalclub uit de Braziliaanse stad Joinville in de deelstaat Santa Catarina.

## Geschiedenis

### Eerste club

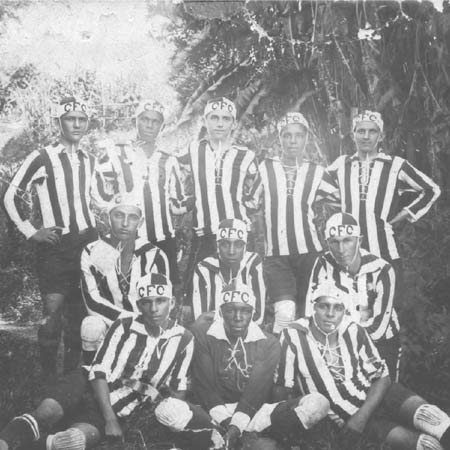
Kampioenenploeg van 1929.

De club werd opgericht in 1920 door een fusie tussen de clubs Vampiro en Teutônia. De clubkleuren werden zwart, van Vampiro, en wit, van Teutônia. De eerste wedstrijd werd op 6 maart 1921 gespeeld tegen stadsrivaal América. In 1928 nam de club voor het eerst deel aan het Campeonato Catarinense, de staatscompetitie. Een jaar later werd de club al staatskampioen.
In de jaren dertig nam de club nog verscheidene keren deel aan de competitie, die meer een eindronde was na regionale competities, maar dan werd de plaats steeds vaker door América ingenomen. In 1954 plaatste de club zich opnieuw en bereikte de finale die ze wonnen van Ferroviário. Ook het volgende seizoen werd de club staatskampioen. Na een middelmatig 1956 nam de club in 1959 opnieuw deel en werd nu vicekampioen achter Paula Ramos. De volgende twee seizoenen werd de club in de halve finale telkens uitgeschakeld door Metropol. De volgende jaren eindigde de club meestal in de middenmoot. Vanaf 1967 werd er een competitiemodel ingevoerd zoals in andere staten met promotie en degradatie en was het geen eindronde meer. De club werd vicekampioen in 1968 en in 1971, toen achter rivaal América.
Op 29 januari 1976 fuseerde de club met rivaal América en werd zo Joinville EC.

### Tweede club
In 2000 werd de club echter weer actief en nam een jaar later deel aan de tweede divisie, waar ze de finale bereikten en verloren van Atlético de Ibirama, maar wel promoveerden.
Na een middelmatig eerste seizoen won de club in 2003 overtuigend zijn groep en plaatste zich voor de tweede ronde. In de halve finale werd Criciúma gewipt en in de finale nam de club het op tegen Figueirense. Nadat de club de heenwedstrijd met 2-1 verloor wonnen ze de terugwedstrijd met 1-2. Het reglement zei dat er dan verlengingen gespeeld werd en als daar ging winnaar uitkwam werden er geen strafschoppen genomen maar was de club uit groep A kampioen omdat in deze groep de topclubs zaten. Het bleef 0-0 waardoor ze de titel nipt misten. Ze mochten wel deelnemen aan de Série C 2003, waar ze de tweede ronde bereikten en daar verloren van Pelotas.
In 2004 werd ingevoerd dat clubs die niet in de twee hoogste nationale divisies speelden na de staatscompetitie ook deel moesten nemen aan de tweede klasse, die dus later van start ging. Door een slechte prestatie in 2004 in de tweede klasse, mocht de club in 2005 niet in de hoogste klasse starten. Het jaar erop slaagde de club hier wel in maar eindigde laatste. In 2007 nam de club niet meer aan de competitie deel.

## Erelijst
Campeonato Catarinense
1929, 1954, 1955